# Rialto (biograf, Vårgårda)
Rialto är en modern biograf i belägen i Vårgårda kommun. Biografen har en salong med 79 st bekväma fåtöljer med extra bredd om 62 cm samt ett radavstånd på 120 cm gör att man som besökare alltid får plats. Mugghållare samt avställningsplats för popcorn, avstängd mobiltelefon eller handväska. Höjdskillnaden mellan raderna är 42 cm vilket gör att du inte har några problem med att få andras huvuden i bilden. Det finns två breda gångar på var sida som gör att inga stolar är uttryckta i kanten av salongen och alla får en känsla av att sitta i mitten på varje rad. Det finns totalt sju handikapps platser och 10 platser på rad 7 för den som vill sitta bra men slippa gå i trappor.  Plats finns att rulla undan rullator eller rullstol.
Salongen har en allergianpassad ventilation så den som har svårt med exempelvis damm eller dofter sätter sig på rad ett eller två som båda är exceptionellt bra rader med tillgång till ren filtrerad luft.
Nuvarande Rialto öppnade dörrarna den första april 2015.
Den tidigare biografen Rialto var en liten biograf belägen i Vårgårda Folkets hus. Biografen, som grundades 1922, hade 117 platser och utrymme för två stycken rullstolsburna besökare. Den upphörde med sin (regelbundna) filmverksamhet 31 januari 2010.